# Brachyodynerus perrarus
Brachyodynerus perrarus är en stekelart som beskrevs av Kurzenko 1977. Brachyodynerus perrarus ingår i släktet Brachyodynerus och familjen Eumenidae. Inga underarter finns listade.